# Diplazium herbaceum
Diplazium herbaceum är en majbräkenväxtart som beskrevs av Antoine Laurent Apollinaire Fée.
Diplazium herbaceum ingår i släktet Diplazium och familjen Athyriaceae. Inga underarter finns listade i Catalogue of Life.